# Robert Sabolič
Robert Sabolič (* 18. September 1988 in Jesenice, SR Slowenien, Jugoslawien) ist ein slowenischer Eishockeyspieler, der seit 2024 beim HK Olimpija aus der österreichischen Eishockeyliga unter Vertrag steht.

## Karriere
Robert Sabolič begann seine Karriere bei seinem Heimatverein HK Jesenice und durchlief sämtliche Nachwuchsmannschaften, ehe er in der Saison 2006/07 für die Nachwuchsprofimannschaft HD mladi Jesenice sein Debüt in der Slowenischen Eishockeyliga gab, nachdem er während des gesamten Vorjahres aufgrund einer Rückenverletzung mit dem Spielbetrieb aussetzen musste. In den folgenden Jahren etablierte er sich als Stammspieler des Clubs. Seinen Durchbruch schaffte er in der Spielzeit 2008/09, als er 47 Scorerpunkte im Grunddurchgang erzielte. Ein Jahr später lief er für das Hauptteam des HK Jesenice erstmals in der österreichischen Eishockeyliga auf.
In der Saison 2010/11 bildete er zusammen mit Rok Tičar und Žiga Jeglič ein Stürmertrio, das obwohl keiner der Spieler zu Saisonbeginn älter als 22 Jahre war, auf den vordersten Plätzen der Punktejäger-Wertung zu finden war und dem Club einen guten Start in die neue Spielzeit ermöglichte. Er selbst konnte sich auf 59 Scorerpunkte, davon 33 Tore, in 54 Spielen steigern. Nach dem Ende der Spielzeit verließ der Nationalspieler den HK Jesenice, mit dem er 2010 und 2011 den slowenischen Meistertitel gewonnen hatte und ging zur Saison 2011/12 zum schwedischen Zweitligisten Södertälje SK, bei denen der Stürmer einen Kontrakt für zwei Spielzeiten unterzeichnete. Im Sommer 2012 wurde sein Vertrag bei Södertälje vorzeitig aufgelöst.
Im Januar 2013 wechselte Sabolič zum ERC Ingolstadt unter Vertrag. Dabei gelang ihm ein Einstand nach Maß, da er im ersten Spiel das erste Tor für seinen neuen Verein erzielen konnte. Am Ende der Saison 2013/14 gewann er mit dem ERC die deutsche Meisterschaft und trug als bester Torschütze der Playoffs maßgeblich dazu bei. Zwischen 2014 und 2016 stand er beim HC Sparta Prag in der tschechischen Extraliga auf dem Eis.
Zwischen 2016 und 2019 spielte Sabolič in der Kontinentalen Hockey-Liga (KHL), zunächst für Admiral Wladiwostok und ab Januar 2018 bei Torpedo Nischni Nowgorod. Zur Saison 2019/20 wechselte er in die Schweizer National League zum HC Ambrì-Piotta. Nach einem Jahr dort war der Slowene zunächst vereinslos, eher im Januar einen Vertrag beim IK Oskarshamn erhielt. Anschließend wechselte er im April 2021 zu den Krefeld Pinguinen aus der Deutschen Eishockey Liga (DEL). Zur Spielzeit 2022/23 kehrte er in die österreichische Eishockey-Liga zurück und spielte dort zwei Jahre für den Villacher SV. 2024 wechselte er ligaintern zum HK Olimpija.

### International
Für Slowenien nahm Sabolič bei der Weltmeisterschaft 2011 in der Top-Division erstmals an einem offiziellen Turnier teil, musste dort jedoch den Abstieg hinnehmen. Nachdem er mit seiner Mannschaft im Folgejahr in der Division I den sofortigen Wiederaufstieg erreicht hatte, spielte er 2013, 2015, 2017 und 2023 erneut in der Top-Division. 2016, 2018, 2019 2022, als er gemeinsam mit dem Litauer Emilijus Krakauskas und dem Ungarn Csanád Erdély bester Torschütze des Turniers wurde, und 2024, als er als bester Vorbereiter auch zum besten Spieler seiner Mannschaft gewählt wurde, spielte er wiederum in der Division I. Zudem vertrat er seine Farben bei den Qualifikationsturnieren für die Olympischen Winterspiele 2014, 2018 und 2022 und den Spielen in 2014 in Sotschi, bei denen die Slowenen einen überraschenden siebten Rang erreichten, und 2018 in Pyeongchang selbst.

## Erfolge und Auszeichnungen
- 2010 Slowenischer Meister mit dem HK Jesenice
- 2011 Slowenischer Meister mit dem HK Jesenice
- 2014 Deutscher Meister mit dem ERC Ingolstadt
- 2014 Bester Torschütze der Playoffs in der Deutschen Eishockey-Liga

### International
| - 2012 Aufstieg in die Top-Division bei der Weltmeisterschaft der Division I, Gruppe A - 2016 Aufstieg in die Top-Division bei der Weltmeisterschaft der Division I, Gruppe A - 2022 Aufstieg in die Top-Division bei der Weltmeisterschaft der Division I, Gruppe A | - 2022 Bester Torschütze bei der Weltmeisterschaft der Division I, Gruppe A - 2024 Aufstieg in die Top-Division bei der Weltmeisterschaft der Division I, Gruppe A - 2024 Bester Vorlagengeber der Weltmeisterschaft der Division I, Gruppe A (gemeinsam mit drei weiteren Spielern) |

## Karrierestatistik
(Legende zur Spielerstatistik: Sp oder GP = absolvierte Spiele; T oder G = erzielte Tore; V oder A = erzielte Assists; Pkt oder Pts = erzielte Scorerpunkte; SM oder PIM = erhaltene Strafminuten; +/− = Plus/Minus-Bilanz; PP = erzielte Überzahltore; SH = erzielte Unterzahltore; GW = erzielte Siegtore; 1 Play-downs/Relegation; Kursiv: Statistik nicht vollständig)